# Leimersheim
Leimersheim là một đô thị thuộc huyện Germersheim, bang Rheinland-Pfalz, phía tây nước Đức. Đô thị Leimersheim có diện tích 12,97 km², dân số thời điểm ngày 31 tháng 12 năm 2006 là 2617 người.